# Théodore Ritter

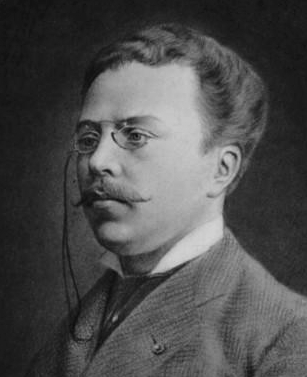
Théodore Ritter

Théodore Ritter (Toussaint Prévost, * 5. April 1840 in Nantes; † 6. April 1886 in Paris) war ein französischer Pianist und Komponist.

## Leben und Wirken
Toussaint Prévost, laut standesamtlichem Eintrag der Sohn des Komponisten Eugène Prévost und der unter dem Namen Eléonore Colon bekannten Sängerin Augustine Dejean-Leroy, wuchs bei dem Marseiller Musikamateur Toussaint Bennet auf, der mutmaßlich sein leiblicher Vater war. Er war bereits als Kind in Paris Schüler von Hector Berlioz, der mit Bennet befreundet war.
Seine musikalische Laufbahn begann er als Bariton an der Brüsseler Oper La Monnaie unter dem Namen Félix. Nachdem er seine pianistische Ausbildung bei Franz Liszt vervollkommnet hatte, begann er eine internationale Karriere als Klaviervirtuose unter dem Namen Théodore Ritter. 1860 wurde er Mitglied der von Bennet gegründeten Société des derniers concerts de Beethoven. 1869–70 unternahm er mit dem Geiger Frantz Jehin-Prume und der Sängerin Carlotta Patti eine Konzertreise durch Kanada und die USA.
Neben Klavierstücken schrieb Ritter die Klavierfassungen von Berlioz’ L’Enfance du Crist und Roméo et Juliette und weitere Klaviertranskriptionen. Zu seinen Schülern zählten u. a. der Komponist und Pianist Isidore Philipp und der Pianist Samuel Simons Sanford. Ritter war mit der Sängerin Alice Desgranges verheiratet. Seine Nichte Gabrielle Ritter-Ciampi wurde ebenfalls als Sängerin bekannt.
Théodore Ritter, der seit 1880 Mitglied der légion d’honneur war, wurde auf dem Friedhof Père-Lachaise in Paris beigesetzt.